# Gravure sèche
Ne doit pas être confondu avec Pointe sèche.
La gravure sèche (dry etching) est un ensemble de technique de gravure des semi-conducteurs en exposant le matériau à un bombardement d'ions (généralement sous forme de plasma). Elles se distinguent des méthodes de gravures chimiques classiques qui utilisent des solutions réactives.
Parmi les gravures sèches, on compte :
- la gravure au plasma ;
- la gravure ionique réactive (RIE).

## Histoire
La gravure sèche est apparue dans les années 1960 et a été inventé par Stephen M.Irving qui a également inventé les procédés de gravure par plasma,. La fabrication d'un tel procédé fut nécessaire pour la résolution de nouvelles problématiques imposées par l'industrie microélectronique,. En effet, en suivant la Loi de Moore les chercheurs n'ont cessé de vouloir miniaturiser la taille des composants constituants les circuits intégrés. La gravure sèche est donc devenue nécessaire pour graver des motifs de petite dimension avec une bonne définition sur des échantillons(wafer) de tailles importantes. C'est ainsi que dans les années 1970 Hwa-Nien Yu développa le premier procédé anisotrope de gravure sèche dans le centre de recherche IBM T.J. Watson (Thomas J. Watson Research Center) qu'il utilisera avec Robert H. Dennard pour fabriquer le premier MOSFET (metal-oxide-semiconductor field-effect transistors) à l'échelle du micromètre.

## Applications
La gravure sèche est utilisée en même temps qu'une photolithographie pour attaquer certaines zones d'une surface semi-conductrice afin de former des cavités dans le matériau.
Cette technique est utilisée pour la réalisation de contact (qui sont des contacts avec le substrat du semi-conducteur sous-jacent), la réalisation de grilles pour former des transistors pour la technologie FinFET, pour enlever des parties de couches semi-conductrices où des côtés principalement verticaux sont souhaités, ou pour l'isolation de composants entre eux.
La gravure sèche est particulièrement utile pour les matériaux et les semi-conducteurs qui sont chimiquement résistants et qui ne peuvent pas être gravé par voie humide, comme le carbure de silicium ou le nitrure de gallium.